# Praephiline finmarchica
Praephiline finmarchica is een slakkensoort uit de familie van de Philinidae. De wetenschappelijke naam van de soort werd in 1858 voor het eerst geldig gepubliceerd door Michael Sars.